# 제시카 파커 케네디
제시카 파커 케네디(Jessica Parker Kennedy, 1984년 10월 3일 ~ )는 캐나다의 배우이다.
드라마 《플래시》에서 XS 역을 연기했다.

## 출연 작품

### 영화
- Santa Baby (2006)
- 신데렐라 스토리 2 (2008)
- Amber Alert: Terror on the Highway (2008)
- 50/50 (2011)
- 인 타임 (2011)
- 지구대충돌 (2011, Collision Earth)
- 베헤모스: 괴물의 습격 (2011, Behemoth)
- Nearlyweds (2013)
- 제미니 (2017)
- Another Kind of Wedding (2017)

### 텔레비전
- 스몰빌 (2008-10)
- 베일몬트 (2009, Valemont)
- 브라더스 & 시스터스 (2010)
- 시크릿 서클 (2011-12)
- 90210 (2012-13)
- 검은 해적 (2014-17)
- 플래시 (2018-19, 2021-23)